# Liste von Banken in China
Dies ist eine Liste von Banken in China. Sie erhebt keinen Anspruch auf Aktualität oder Vollständigkeit.
Als die Big Four werden in der Volksrepublik China folgende Banken bezeichnet: Bank of China, China Construction Bank, Industrial and Commercial Bank of China und Agricultural Bank of China.

## Übersicht
- Bank of Beijing
- Bank of China
- Bank of Communications
- Bank of Shanghai
- China Merchants Bank
- Chinesische Bank zur landwirtschaftlichen Entwicklung
- Chinesische Entwicklungsbank
- Chinesische Import- und Exportbank
- Chinesische Industrie- und Handelsbank
- Chinesische Landwirtschaftsbank
- Chinesische Volksbank
- Postal Savings Bank of China
- Staatliche Erschließungsbank